# Reality Check
Reality Check é um álbum de estúdio de Juvenile, lançado em 2006.